# Velká Bystřice
Velká Bystřice (deutsch Groß Wisternitz) ist eine Stadt in Tschechien. Sie liegt acht Kilometer östlich des Stadtzentrums von Olomouc und gehört zum Okres Olomouc.

## Geographie
Velká Bystřice erstreckt sich am südwestlichen Fuße der Oderberge entlang des Flusses Bystřice. In der Stadt münden der Lošovský potok und die Vrtůvka in die Bystřice. Im Nordosten erheben sich auf dem Gebiet des Truppenübungsplatzes Libavá die Strážná (Wachhübel, 625 m), Mlýnský kopec (Mühlberg, 604 m) und der Fidlův kopec (Lieselberg, 680 m). Durch die Stadt führt die Bahnstrecke Olomouc–Opava východ.
Nachbarorte sind Bukovany, Mlýnek und Lošov im Norden, Mariánské Údolí im Nordosten, Kovákov und Mrsklesy im Osten, Přáslavice im Südosten, Svésedlice, Čechovice und Velký Týnec im Süden, Vsisko und Holice im Südwesten, Hodolany und Bystrovany im Westen sowie Chválkovice im Nordwesten.

## Geschichte
Erstmals urkundlich erwähnt wurde Bystricz im Jahre 1275. Das Dorf war zu dieser Zeit zwischen verschiedenen Besitzern aufgeteilt. 1336 wurde der Ort als Bistricz major bezeichnet. Seit 1381 ist eine Feste nachweisbar. 1446 wurde der Ort unter dem Namen Bystřice und 1524 als Fistricz erwähnt. Die Feste wurde im 15. Jahrhundert zu einem Schloss umgestaltet, das als Herrschaftssitz diente. Neben dem Schloss entstand eine Brauerei. Im Jahre 1447 erweiterte Andreas von Studnitz die Herrschaft durch Ankauf des Gutes Hluboký mit den Dörfern Hlubočky, Nepřívaz, Hrdibořice und einer Hälfte von Posluchov. 1480 verkaufte Wenzel von Studnitz die Herrschaft mit dem Dorf, dem Schloss und der Pfarre Bystřice, den Dörfern Čechovice, Mrsklesy, Hlubočky und Nepřívaz, der Hälfte von Polsuchov sowie den Wüstungen Lhota, Jestřabí und Baranov an Peter Zástřizl von Hluk. Dessen Schwester Elisabeth von Pottenstein verkaufte den Besitz 1490 an Wilhelm von Pernstein, der ihn zwei Jahre später an Johann Filipec und dessen Schwester Dorothea von Proßnitz veräußerte. Am 12. April 1502 erhob Wladislaw Jagiello den Ort auf Gesuch des neuen Besitzers der Herrschaft, Johann von Kunowitz, zum Städtchen. Bystřice erhielt ein Siegel und das Privileg zum Gebrauch grünen Wachses. Ab 1505 gehörte die Herrschaft Martin von Stvolová und ab 1517 dessen Bruder Filip. Dieser überließ die Güter 1519 seiner Frau Elišca Šarovcová von Hradčany, die ihren erstehelichen Sohn Herbort von Fulstein in die Gütergemeinschaft aufnahm. Nach Herborts Tode erbte 1558 dessen Sohn Karl Herbort von Fulstein die Herrschaft. Er verschrieb 1568 seiner Frau Magdalena von Würben 10.000 mährische Gulden auf die Herrschaft. Im Jahre 1578 verkaufte Karl Herbort von Fulstein die Herrschaft an Hynek von Würben und Freudenthal. 1589 erwarb das Olmützer Domkapitel die Herrschaft von Hynek von Würben im Tausch gegen die Dörfer Salbnuß (Dolní Sukolom), Ober Langendorf (Horní Dlouhá Loučka) und Bedřichov einschließlich einer Zugabe von 30.500 Mährischen Gulden. Das Städtchen gehörte fortan bis zur Mitte des 19. Jahrhunderts immer zu den gemeinschaftlichen Besitzungen des Olmützer Getreuen Metropolitankapitels und war Sitz der Kapitular-Commun-Herrschaft Groß Wisternitz zu der neben dem Städtchen auch die Dörfer Čechovice, Hrubá Voda, Hlubočky, Jestřabí, Varhošť, Nepřívaz, Mrsklesy und ein Teil von Posluchov gehörte.
Nach der Aufhebung der Patrimonialherrschaften bildete Hrubá Bystřice / Groß Wisternitz ab 1850 eine Marktgemeinde im Bezirk Olmütz. Seit 1893 wird der Ortsname Velká Bystřice verwendet. 1919 wurde die größtenteils von Deutschen bewohnte Gemeinde Nirklowitz / Mrsklesy mit Marienthal zwangseingemeindet. Nach dem Münchner Abkommen wurde 1938 der Ortsteil Nirklowitz abgetrennt und dem deutschen Landkreis Bärn zugeschlagen. Velká Bystřice verblieb bei der Tschechoslowakei und lag bis 1945 unmittelbar an der Grenze zum Sudetenland, zu dem die Dörfer Marienthal und Nirklowitz gehörten. 1944 stellte die Brauerei den Betrieb ein. Nach dem Ende des Zweiten Weltkrieges kam Mrsklesy wieder als Ortsteil zu Velká Bystřice.
1996 löste sich Mrsklesy los und bildete eine eigene Gemeinde. Seit dem 1. Juni 1998 ist Velká Bystřice eine Stadt.

## Stadtgliederung
Für die Stadt Velká Bystřice sind keine Ortsteile ausgewiesen.

## Sehenswürdigkeiten
- Schloss Velká Bystřice, im 15. Jahrhundert wurde die Feste zu einem Schloss umgebaut. Nach der Sanierung des verfallenen Bauwerkes dient es heute als Hotel.
- Kirche Enthauptung des hl. Johannes
- Statuengruppe des hl. Florian und Johannes von Nepomuk